# Giuseppe Cianciafara
Giuseppe Cianciafara (Messina, 13 febbraio 1821 – Messina, 22 maggio 1886) è stato un politico italiano.

## Biografia
Il 12 marzo 1868 fu nominato dal re Vittorio Emanuele II Senatore del Regno per la categoria 21, ma questa prima elezione non fu convalidata dal Senato. Divenne senatore ufficialmente con la seconda nomina del 1º dicembre 1870.